# Senecio leucanthemifolius
Senecio leucanthemifolius es una especie  de plantas de la familia de las Compuestas. 

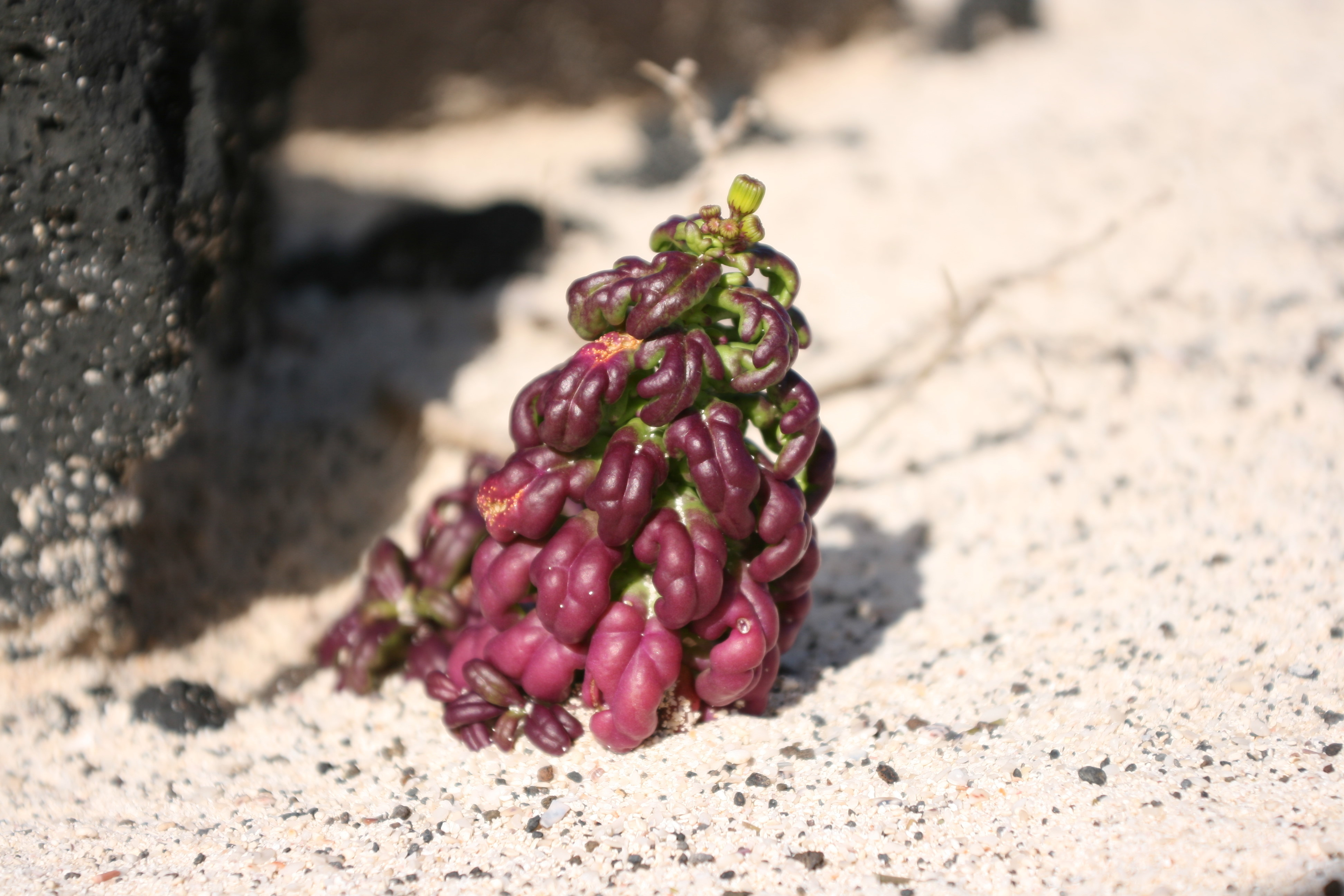
Vista de la planta en su hábitat

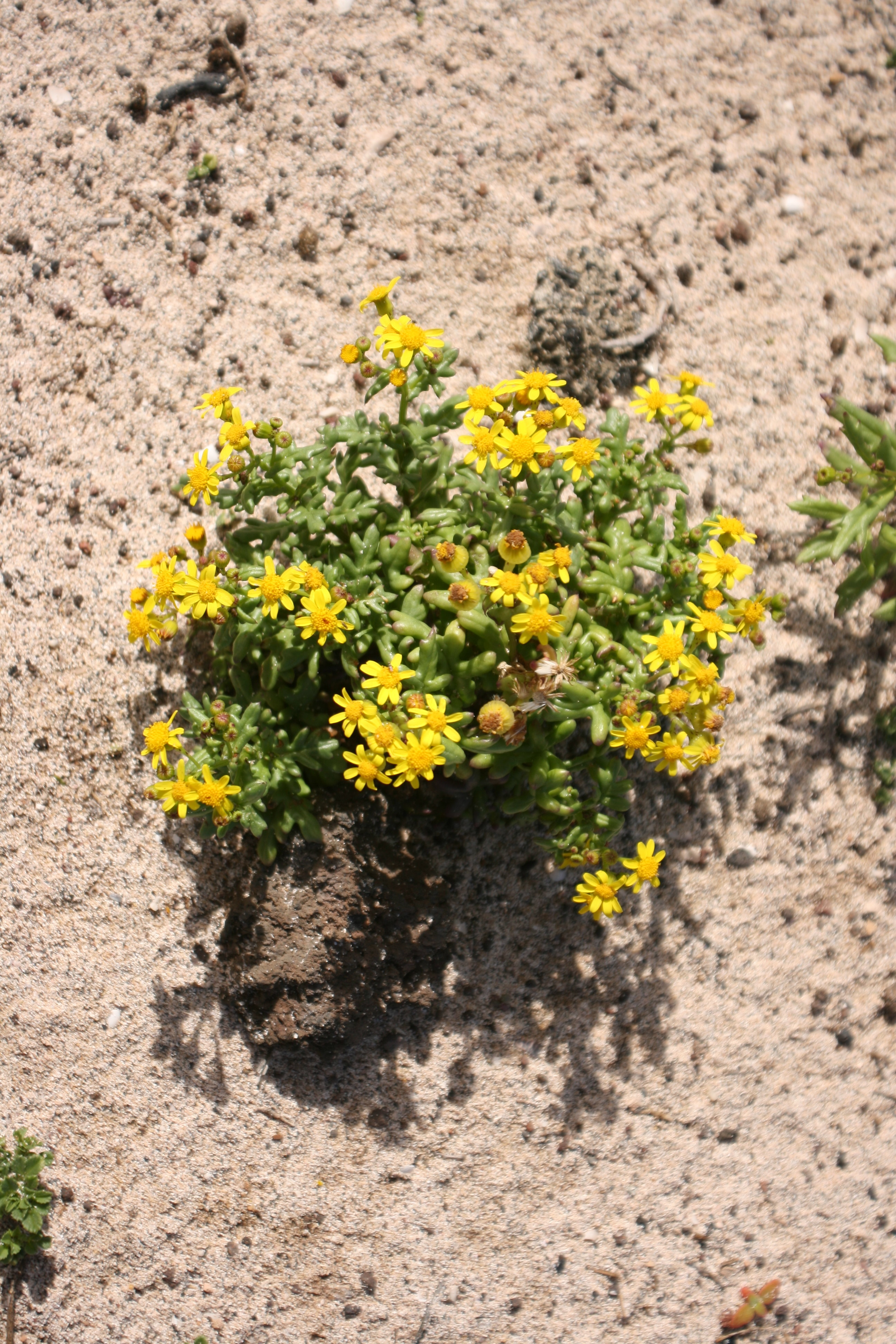
Planta con flores

## Descripción
Planta anual, glabra hasta vellosa, en ocasiones muy carnosa, de 5–40 cm de alto. Tallo ascendente hasta recto, normalmente ramificado por la base. Hojas alternas, de 2–5 cm de largo, las inferiores inversamente ovaladas hasta espatuladas, ligeramente dentadas, las superiores divididas de forma diferente, con frecuencia toscamente pinnadas. Cabezuelas de hasta 1,5 cm de ancho, en número abundante formando capítulos laxos terminales. Escamas involucrales en una capa, con frecuencia de punta negra, lineares lanceoladas, de 4,5–7 mm de largo, con 5-20 brácteas involucrales externas negruzcas. Sin escamas. Unas 13 lígulas, amarillas, de 8 mm de largo. Flósculos amarillos. Frutos ovalados, aplanados, con pelos cortos en las costillas. Rica en formas.

## Hábitat
Habita en rocas cercanas al mar y en playas de arena. 

## Distribución
Nativo
Paleártico: 
Norte de África: Argelia, Libia, Marruecos, Túnez
Oeste de  Asia: Israel, Jordania, Líbano, Siria, Turquía - Anatolia
Cáucaso: Armenia, Azerbaiyán, Georgia
Este de  Europa: Óblast de Sarátov, Óblast de Volgogrado ,  Óblast de Astracán , Óblast de Rostov ,  Kalmukia
Centro Europa: Hungría
Suroeste de Europa: Islas Baleares, Francia, España
Sureste de Europa: Albania, Bosnia Herzegovina, Bulgaria, Creta, Crimea, Croacia, Chipre, Grecia, Italia, Malta, Rumanía, Cerdeña, Serbia, Sicilia, Ucrania

## Taxonomía
Senecio leucanthemifolius fue descrita por  Jean Louis Marie Poiret  y publicado en Voyage en Barbarie 2: 28. 1789.
Citología
Número de cromosomas de Senecio leucanthemifolius (Fam. Compositae) y táxones infraespecíficos:  2n=20
Etimología
Ver: Senecio
leucanthemifolius: epíteto latíno que significa "con hojas blancas".
Sinonimia
Senecio apulus Ten.

Senecio caroli-malyi Horvatić

Senecio crassifolius Willd.

Senecio humilis Desf.

Senecio incrassatus Guss.

Senecio marmorae Moris

Senecio pygmaeus DC.

Senecio vernus Biv.

Senecio rosinae Gamisans

Senecio serpentinicola Jeanm.

Senecio transiens (Rouy) Jeanm.

Senecio varicosus L.f.